# Naix-aux-Forges
 Naix-aux-Forges  es una población y comuna francesa, en la región de Lorena, departamento de Mosa, en el distrito de Bar-le-Duc y cantón de Ligny-en-Barrois.

## Demografía
| 233 | 254 | 271 | 206 | 200 | 203 |
| Para los censos de 1962 a 1999 la población legal corresponde a la población sin duplicidades (Fuente: INSEE [Consultar]) |     |     |     |     |     |